# Салерано сул Ламбро
Салера̀но сул Ла̀мбро (на италиански: Salerano sul Lambro, на западноломбардски: Salaran, Саларан) е малко градче и община в Северна Италия, провинция Лоди, регион Ломбардия. Разположено е на 77 m надморска височина. Населението на общината е 2695 души (към 2012 г.).